# Миодраг Ракочевић
Миодраг Ракочевић (Косово Поље, 2. фебруар 1968) је српски позоришни, филмски и телевизијски глумац, директор Културног центра Чукарица и члан Удружења драмских уметника Србије.

## Биографија
Рођен је 2. фебруара 1968. године у Косову Пољу. Завршио је студије глуме на Факултету уметности Универзитета у Приштини. Од 1994. до 2005. године је био члан ансамбла Народног позоришта у Приштини. Напустио је Косово и Метохију средином 1999. године, након повлачења југословенске војске и полиције, те уласка КФОР-а.
Између 2013. и 2014. године обављао је функцију вршиоца дужности директора Народног позоришта у Приштини.
За директора Културног центра Чукарица изабран је 2014. године. Члан је Удружења драмских уметника Србије.

### Приватни живот
Оженио се 15. новембра 1997. године са Верицом Ракочевић. Имају двоје деце.

## Филмографија
| Год.      | Назив                  | Улога                |
| --------- | ---------------------- | -------------------- |
| 2010-те   |                        |                      |
| 2006-2012 | Бела лађа              | Шиља                 |
| 2010      | Шесто чуло (ТВ серија) |                      |
| 2012      | Устаничка улица        | Плави                |
| 2019      | Жигосани у рекету      | Рус у сикту          |
| 2019      | Државни службеник      | управник затвора     |
| 2021      | Игра судбине           | Божидар Палигорић    |
| 2021-2022 | Коло среће             | професор Никша Јовић |